# Eurois rectangularis
Eurois rectangularis là một loài bướm đêm trong họ Noctuidae.